# Saül

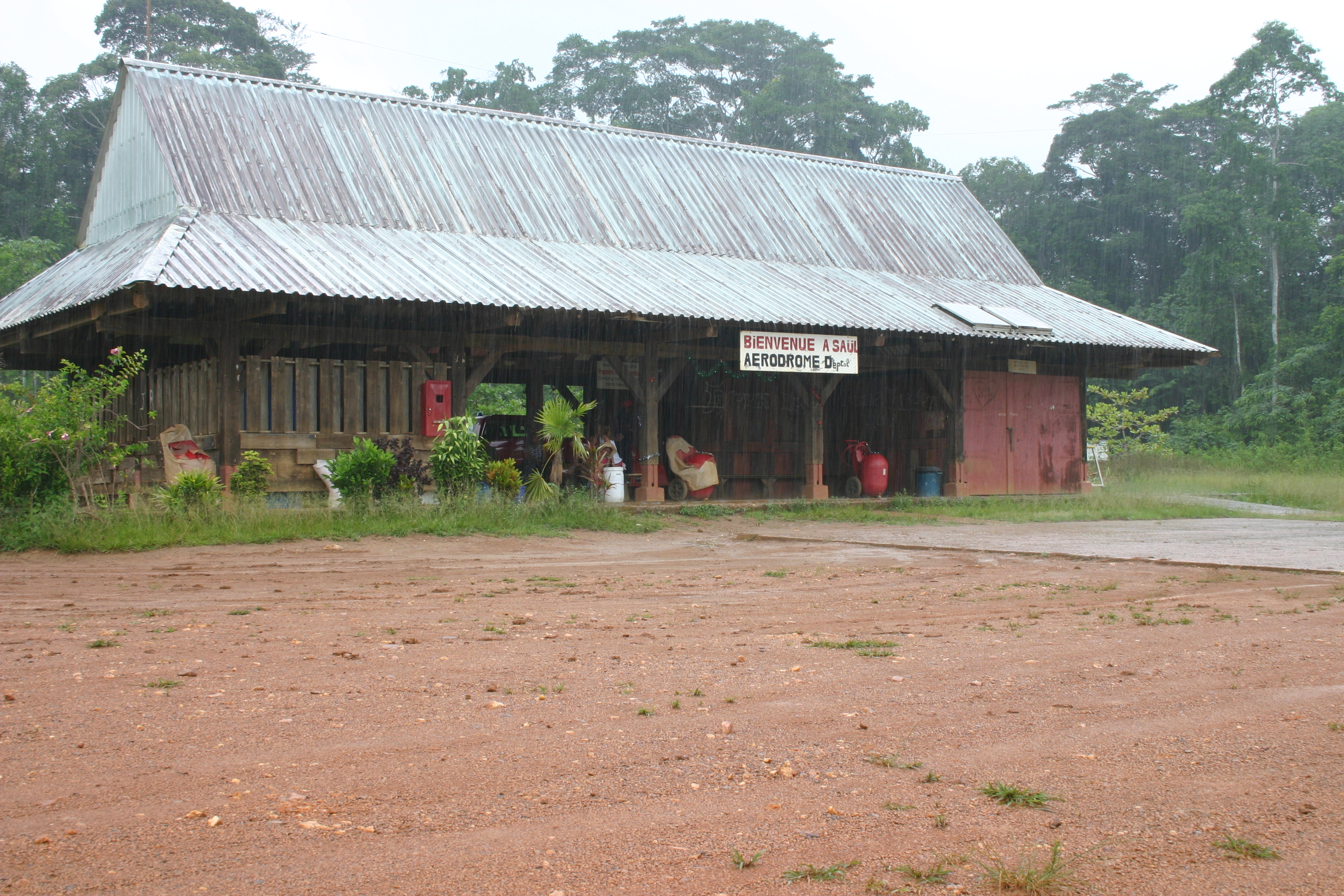
Aeródromo de Saül.

Saül es una comuna ubicada en el centro de la Guayana Francesa. Tiene un área de 4.475 km² y una población de 153 habitantes (en 2011).
Es una región muy remota y casi deshabitada rodeada por una densa selva, no hay carreteras por lo que solo se puede acceder en aeroplano hacia la principal localidad y capital de la comuna, Saül.